# Our Song (Anne-Marie & Niall Horan)
Our Song is een nummer van de Britse zangeres Anne-Marie en de Ierse zanger Niall Horan uit 2021.
In dit nummer kijken Anne-Marie en Horan terug op een voorbije relatie. Een bepaald liedje speelde een belangrijke rol in de relatie, en steeds als dat liedje op de radio voorbijkomt, roept dat herinneringen op. "Our Song" werd een bescheiden hit in een aantal landen. Het bereikte de 13e positie in Anne-Marie's thuisland het Verenigd Koninkrijk, en de 7e in Horans thuisland Ierland. In de Nederlandse Top 40 was het nummer goed voor een 32e positie, terwijl het in de Vlaamse Ultratop 50 nog net de 50e positie pakte.

## Hitnoteringen

### Nederlandse Top 40
| Hitnotering: 10-07-2021 t/m 18-09-2021 | Hitnotering: 10-07-2021 t/m 18-09-2021 | Hitnotering: 10-07-2021 t/m 18-09-2021 | Hitnotering: 10-07-2021 t/m 18-09-2021 | Hitnotering: 10-07-2021 t/m 18-09-2021 | Hitnotering: 10-07-2021 t/m 18-09-2021 | Hitnotering: 10-07-2021 t/m 18-09-2021 | Hitnotering: 10-07-2021 t/m 18-09-2021 | Hitnotering: 10-07-2021 t/m 18-09-2021 | Hitnotering: 10-07-2021 t/m 18-09-2021 | Hitnotering: 10-07-2021 t/m 18-09-2021 | Hitnotering: 10-07-2021 t/m 18-09-2021 | Hitnotering: 10-07-2021 t/m 18-09-2021 |
| Week:                                  | 1                                      | 2                                      | 3                                      | 4                                      | 5                                      | 6                                      | 7                                      | 8                                      | 9                                      | 10                                     | 11                                     |                                        |
| -------------------------------------- | -------------------------------------- | -------------------------------------- | -------------------------------------- | -------------------------------------- | -------------------------------------- | -------------------------------------- | -------------------------------------- | -------------------------------------- | -------------------------------------- | -------------------------------------- | -------------------------------------- | -------------------------------------- |
| Positie:                               | 38                                     | 37                                     | 36                                     | 35                                     | 33                                     | 32                                     | 32                                     | 35                                     | 36                                     | 36                                     | 36                                     | uit                                    |

### NederlandseSingle Top 100
| Hitnotering: 24-07-2021 t/m 25-09-2021 | Hitnotering: 24-07-2021 t/m 25-09-2021 | Hitnotering: 24-07-2021 t/m 25-09-2021 | Hitnotering: 24-07-2021 t/m 25-09-2021 | Hitnotering: 24-07-2021 t/m 25-09-2021 | Hitnotering: 24-07-2021 t/m 25-09-2021 | Hitnotering: 24-07-2021 t/m 25-09-2021 | Hitnotering: 24-07-2021 t/m 25-09-2021 | Hitnotering: 24-07-2021 t/m 25-09-2021 | Hitnotering: 24-07-2021 t/m 25-09-2021 | Hitnotering: 24-07-2021 t/m 25-09-2021 | Hitnotering: 24-07-2021 t/m 25-09-2021 |
| Week:                                  | 1                                      | 2                                      | 3                                      | 4                                      | 5                                      | 6                                      | 7                                      | 8                                      | 9                                      | 10                                     |                                        |
| -------------------------------------- | -------------------------------------- | -------------------------------------- | -------------------------------------- | -------------------------------------- | -------------------------------------- | -------------------------------------- | -------------------------------------- | -------------------------------------- | -------------------------------------- | -------------------------------------- | -------------------------------------- |
| Positie:                               | 96                                     | 59                                     | 70                                     | 71                                     | 77                                     | 78                                     | 78                                     | 87                                     | 92                                     | 93                                     | uit                                    |

### VlaamseUltratop 50
| Hitnotering: 10-07-2021 | Hitnotering: 10-07-2021 | Hitnotering: 10-07-2021 |
| Week:                   | 1                       |                         |
| ----------------------- | ----------------------- | ----------------------- |
| Positie:                | 50                      | uit                     |